# 雅西亚拉
雅西亚拉是巴西马托格罗索州的一个市镇。总面积1658.72平方公里，总人口25028人，人口密度15.1人/平方公里。